# Medea (Péruse)
Medea (Médée) è una tragedia in cinque atti scritta dal poeta e drammaturgo francese Jean Bastier de La Péruse (1529-1554).
L'opera di La Péruse segue di soli due anni «Cléopâtre captive» di Étienne Jodelle - la prima tragedia francese - e nasce sull'onda del grande successo che aveva ottenuto l'opera di Jodelle e, in generale, la riproposizione attualizzata dei classici.
La Médée appartiene, infatti, al periodo più fiorente dell'umanesimo e rinascimento francese presentando da una parte, il frutto della ricercata ispirazione ai due principali drammi antichi su Medea: la Medea di Seneca, in particolare, di cui riprende alcune parti significative della trama come la versione senechiana dello smembramento di Apsirto e la sua apparizione nel finale come ombra che conduce Medea all'assassinio dei figli, e, naturalmente, la Medea di Euripide; dall'altra enfatizzando la parte più cupa e passionale (nella crudeltà o nell'amore) di questa complessa figura drammatica della tragedia greca.
La prima edizione dell'opera («La Médée, tragédie et autres diverses poésies») risale al 1555 ed è stata pubblicata postuma come gran parte delle opere del giovane drammaturgo. Il dramma di La Péruse costituisce il capostipite delle diverse riproposizioni in lingua francese - da Pierre Corneille e Bernard de Longepierre a Marc-Antoine Charpentier - del tema tragico di Medea.